# عبدالحق التركمانى
1. تحويل عبد الحق التركماني

هذه تحويلة لاسم يحوي خطأ إملائي. الاسم الصحيح هو  معطى بواسطة هدف التحويلة. 

هذه صفحة لأحد أسماء الشخصية المذكورة أعلاه أو ألقابها أو لكنية من كُناها، وهي تحوَّل آلياً من يبحث عنها إلى صفحة عبدالحق التركمانى.